# Hengwiller
Hengwiller település Franciaországban, Bas-Rhin megyében. Lakosainak száma 196 fő (2022. január 1.). Hengwiller Dimbsthal, Wangenbourg-Engenthal, Marmoutier, Reinhardsmunster és Sommerau községekkel határos.

## Népesség
A település népességének változása:
| Lakosok száma | 183  | 188  | 189  | 190  | 192  | 195  | 197  | 195  | 196  |
|               | 2013 | 2015 | 2016 | 2017 | 2018 | 2019 | 2020 | 2021 | 2022 |